# Puy de la Poix
Le puy de la Poix (Puei de la Peja en occitan) est une curiosité géologique située sur la commune de Clermont-Ferrand en France où du bitume remonte à la surface par cheminée volcanique pépéritique.

## Localisation

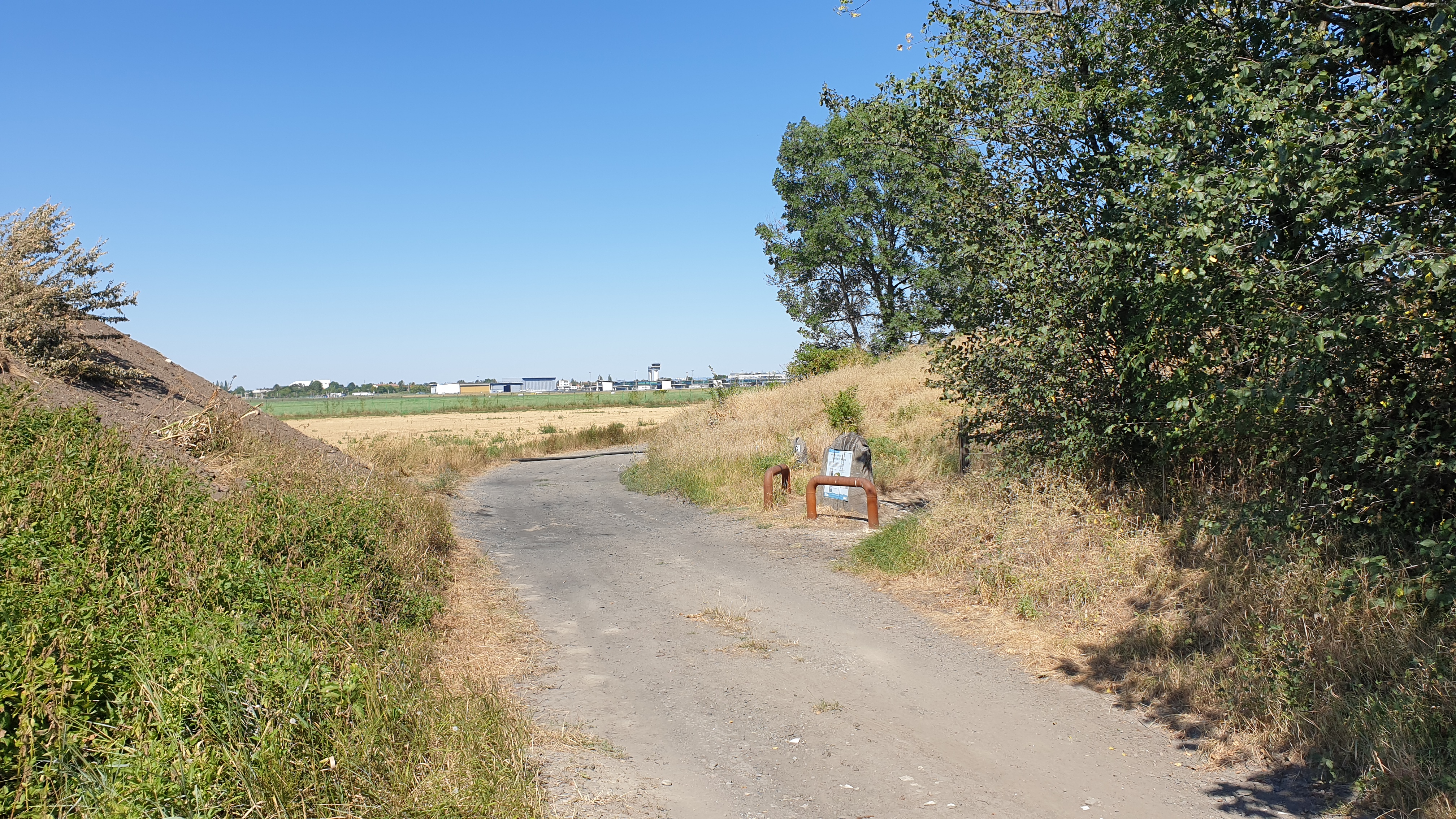
Chemin agricole permettant l'accès à la source (au milieu de la photo, à droite, avec visible le panneau explicatif et les barrières de protection). En arrière plan on aperçoit l'aéroport d'Aulnat et sa tour de contrôle.
(cliquer sur la photo pour l'agrandir)

Le puy de la Poix est situé à l'extrémité est du territoire de Clermont-Ferrand, entre l'autoroute A71 (350 m à l'ouest) et les pistes de l'aéroport de Clermont-Ferrand-Auvergne (250 m au nord-est), non loin de la sortie autoroutière « Le Brézet » (45° 46′ 54″ N, 3° 08′ 49″ E). L'endroit est accessible par la rue Élisée-Reclus (route départementale D772) ou le chemin de Praslong. Le site est la propriété de la ville de Clermont-Ferrand.

## Histoire

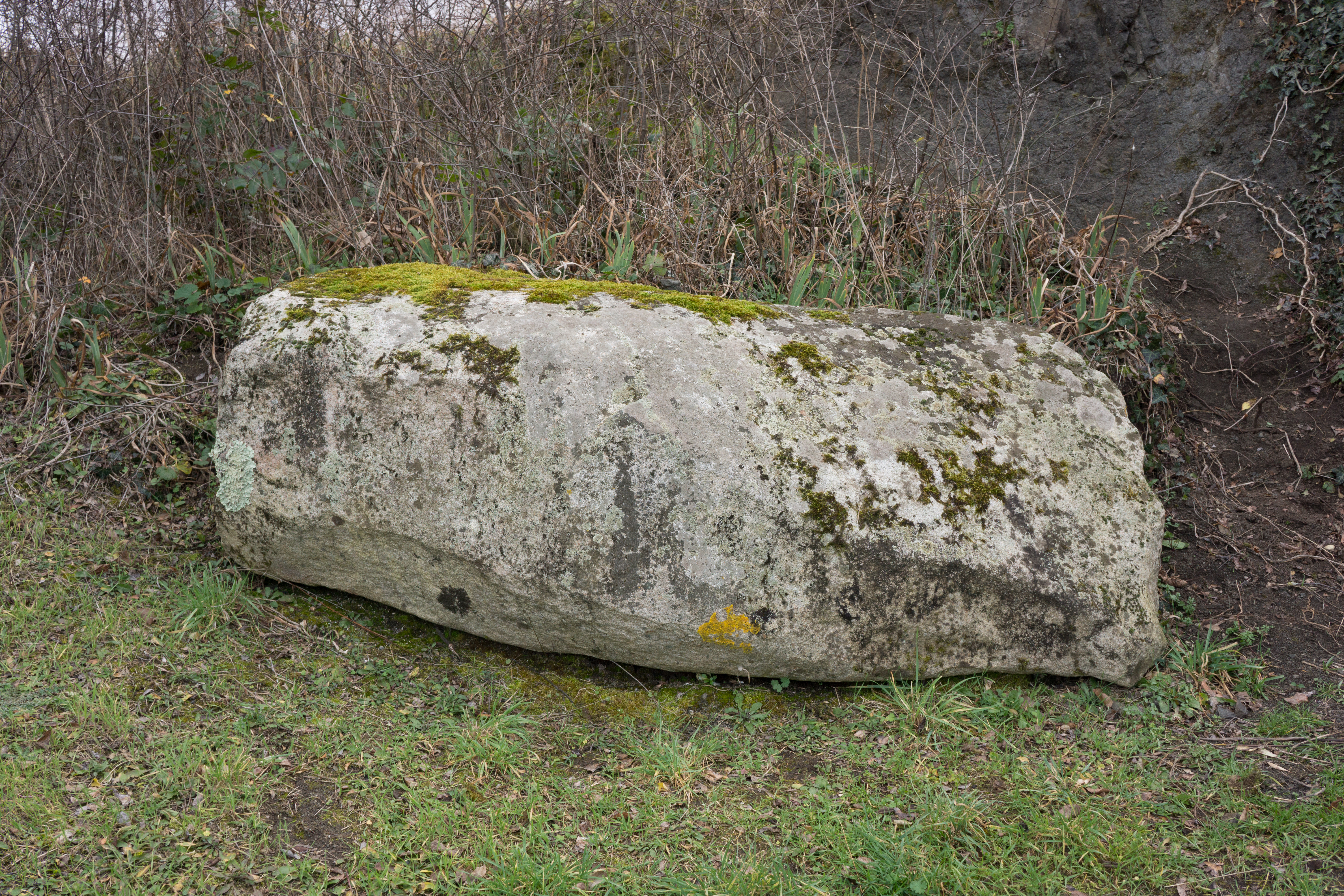
Le menhir aujourd'hui couché du puy de la Poix en 2013.

La présence d’un menhir en granit témoigne de l’occupation du site dès l’âge du bronze. Un tel granit venant de Royat, le menhir a du être tracté sur plusieurs kilomètres pour être érigé près de la source.

La source aurait été exploitée à l’époque gallo-romaine pour étancher les bateaux (Pont-du-Château, longtemps le port fluvial de Clermont sur l'Allier, se trouve à 8 km à l'est). Un château du nom occitan de Chastel Graissant était présent à côté de la source au Moyen Âge, et ce dès le XIIe siècle. 

Le puy bitumineux (Collis bituminosus) représenté sur la carte de Gabriel Simeoni dès 1560

La source est mentionnée sur une carte de 1560. Lors de son grand tour de France, le roi Charle IX de passage dans la région au printemps 1566, sur la route pour voir son ami et chancelier de France Michel de L'Hospital, aurait demandé à voir le Puy de la Poix. Au XVIIIe et XIXe siècles, la source bitumeuse fut un des attraits touristiques majeurs de Clermont-Ferrand. Elle figure en 1662 sur la carte de l'Atlas Major du cartographe néerlandais Johannes Blaeu (sous le nom de Collis Bituminosus). Elle semble alors ne plus avoir eu d'usage sauf pendant un temps pour marquer les moutons. Une ferme fut construite au sommet de la butte et abandonnée dans les années 1960 après que les locataires eurent provoqué une explosion en chauffant de la poix pour aplanir le sol de la porcherie. La source fut alors laissée à l'abandon. Alors qu'elle figurait sur les cartes d'état-major jusque dans les années 30, elle ne figurait, au XXe et au début du XXIe siècle, ni sur les cartes du Bureau de recherches géologiques et minières (BRGM), ni sur les cartes IGN (elle apparait sur ces dernières aujourd'hui).
En 2009, une convention de gestion, entre la ville de Clermont-Ferrand, propriétaire du site, et le Conservatoire d'espaces naturels d'Auvergne est signée et en octobre de cette année, le site fut nettoyé et débroussaillé, puis de nouveau en octobre 2010 et en 2012 un petit sentier avec panneau d'information et des bornes en lave émaillée marquant trois étapes (source, ferme et menhir) furent installés.

## Description
Sur le flanc nord d'une colline d'une dizaine de mètres de hauteur, l'affleurement est formé par une cavité d'un mètre de diamètre pour une profondeur supérieure à 40 cm. Cette cavité est remplie de bitume mélangé avec des débris végétaux environnants. Ce bitume remonte lentement le long des filons volcaniques par une cheminée volcanique pépéritique avec de l'eau fortement salée (80 g/l variant suivant les saisons), du méthane et des traces d'hydrogène sulfuré. Le mélange s'écoule lentement dans un court ruisseau. La source produit 100 kg de bitume par an, principalement en été (une étude au XVIIIe siècle indiquait un débit d'un litre par jour).
Elle est l’unique puits d’hydrocarbures d’Auvergne. Mais il existe d'autres lieux en Auvergne où du bitume suinte naturellement sur des falaises, des pentes naturelles, des parois de carrières ou des galeries d'anciennes mines comme au puy de Crouel situé à un peu plus d'un kilomètre au sud-est de la source, ou la mine des Rois à sept kilomètres à l'est, à Dallet, où le bitume fut exploité jusque dans les années 1970. Ce bitume provient des sédiments qui se sont formés à l’époque oligocène (34 à 23 millions d'années avant notre ère) dans le lac de Limagne (actuelle plaine de la Limagne) et dont les calcaires en sont aujourd'hui naturellement riches. À cette période, le lac de Limagne abritait une vie importante et une grande partie de la matière organique créée a été préservée par la sédimentation. Subissant une diagénèse, elle s'est en partie transformée en bitume (et non en pétrole à cause d'une légère oxydation). Moins dense que les roches et l'eau, le bitume remonte à travers l'importante couche sédimentaire de la Limagne (plusieurs milliers de mètres) par les failles et cheminées volcaniques.
Sur le plan biologique, la source de la Poix permet le développement de certaines espèces de diatomées saumâtres, révélant une biodiversité élevée pour ces organismes et une grande capacité à supporter des concentrations et des fluctuations de salinité élevées. Des bactéries utilisent le sulfate présent dans l'eau minérale et oxydent les hydrocarbures en l'absence d'air en bulle de gaz sulfhydrique (hydrogène sulfuré), d'autres au contact de l'air transforment ce gaz en soufre colloïdal créant une sorte de crème blanchâtre à la surface du ruisseau.